# Simon Wright
Simon Wright (19 de junho de  1963,  Manchester, Inglaterra) é um baterista profissional, mais conhecido por ter tocado com a banda AC/DC. Começou a tocar na adolescência e cita Cozy Powell, Tommy Aldridge e John Bonham como suas influências.
Começou a carreira na A II Z, banda do movimento New Wave Of British Heavy Metal fundada no ano de 1979, em Manchester, Inglaterra, pelo guitarrista Gary Owens. A formação consistia em  David Owens (vocal), Gary Owens (guitarra), Gam Campbell (baixo), Karl Reti (bateria). Rapidamente obteve reconhecimento em Manchester, conseguindo um selo da Polydor Records, que queria ganhar dinheiro em cima do estouro do movimento NWOBHM. Um álbum single, The Witch Of Berkley, saiu em 1980. Reti foi então substituído por Wright. A banda prontamente se desmanchou. Somente Wright conquistou maior sucesso.
Ele se juntou ao AC/DC após a saída do baterista Phil Rudd, em 1983. A banda gravou três discos com Wright na metade dos anos 1980 ; Fly on the Wall, Who Made Who e Blow Up Your Video. Wright deixou o grupo em 1989, sendo substituído por Chris Slade.
Gravou 5 discos com a banda Dio, sendo o mais recente gravado em 2005, intitulado Evil or Divine. Wright também pode ser ouvido tocando em álbuns de bandas como  UFO, Michael Schenker Group e John Norum.
Em 2005, participou de um álbum tributo à banda ícone do Heavy metal, Iron Maiden, sendo esse seu segundo álbum desse tipo. Seu primeiro foi produzido em 1998, intitulado Thunderbolt, tributo aos ex-colegas da banda AC/DC.
Também tem atuado junto ao Dio Disciples.
Dio Disciples é uma celebração da música e espírito de Ronnie James Dio Dio com companheiros e amigos da banda de Ronnie!
https://www.facebook.com/DioDisciples
Atualmente, Simon está em turnê com a banda Queensrÿche.

## Discografia

### com AC/DC
- Fly on the Wall (1985)
- Who Made Who (1986)
- Blow Up Your Video (1988)

### com Dio
- Lock Up the Wolves (1990)
- Magica (2000)
- Killing the Dragon (2002)
- Master of the Moon (2004)
- Holy Diver Live (2006)

### com  UFO
- Live on Earth (1998/2003)
- Covenant (2000)

### com Rhino Bucket
- Pain (1994)
- Pain & Suffering (2007)
- The Hardest Town (2009)

### com John Norum
- Worlds Away (1996)

### com Tim "Ripper" Owens
- Play My Game (2009)

### com Mogg/Way
- Chocolate Box (1999)

### com Geoff Tate
- Frequency Unknown (2013)

### Instructional
- Star Licks Productions (2000)